# Léopold II (schip, 1893)
De Belgische pakketboot "Léopold II" uit 1893, verzorgde eveneens als haar iets kleinere zusterschepen "Marie-Henriëtte", "Rapide" en "Flandre" de lijn Oostende-Dover/Folkestone. Het was het laatste schip van het Zeewezen dat werd gebouwd in Engeland.
De "Léopold II" ontwikkelde een snelheid van 21,95 knopen en maakte de overtocht in 3 uur en 10 minuten. Tijdens de Eerste Wereldoorlog was haar thuishaven Southampton en was eveneens als haar Belgische zusterschepen, gecamoufleerd met de wit-grijs-blauw-zwarte kleurenbanden aan de romp, bovenbouw tot zelfs de beide, ver liggende schoorstenen.

## Geschiedenis
- 1894 Nieuwe machine
- 1914 Als hospitaalschip langs Franse kust, later als stationair hospitaalschip in Calais.
- 1916-1920 Als troepentransportschip voor de Britse admiraliteit.
- 1920 Geruild met Britse admiraliteit voor 2 stoomtrailers die door het Zeewezen als loodsboten ingezet werden.
- Verkocht voor schroot, maar door de scheepsmakelaar in 1923 verkocht aan een Duitse reder.
- 24 oktober 1924 Gestrand in Duitse wateren en vervolgens gesloopt in Duitsland.